# 奧克帕克鎮區 (伊利諾伊州庫克縣)
奧克公園鎮區（英語：Oak Park Township）是位於美國伊利諾伊州庫克縣的一個行政鎮區。

## 地方資料
根據2010年美國人口普查的數據，奧克公園鎮區的面積為12.17平方千米，當中陸地面積為12.17平方千米，而水域面積為0.00平方千米。當地共有人口51878人，而人口密度為每平方千米4,262.78人。